# Lamprosema niphealis
Lamprosema niphealis là một loài bướm đêm trong họ Crambidae.